# 18596 Superbus
18596 Superbus (1998 BA4) là một tiểu hành tinh vành đai chính được phát hiện ngày 21 tháng 1 năm 1998 bởi V. S. Casulli ở Colleverde di Guidonia.